# Berbice oriental-Courantyne
Le Berbice Oriental-Courantyne (Région 6) en anglais  East Berbice-Corentyne  est une région du Guyana, qui couvre tout l'Est du pays. Ce territoire est bordé par l'Océan Atlantique au nord et est limitrophe à l'ouest des régions guyanaises de  Mahaica-Berbice, Haut-Demerara-Berbice, Potaro-Siparuni et Haut-Takutu-Haut-Essequibo. À l'extrême Sud il est frontalier du Brésil et à lui seul il couvre toute l'étendue de la frontière entre le Guyana et le Suriname matérialisée par la rivière Corentyne. Une partie de cette région située à l'extrême Sud est par ailleurs revendiquée par le Suriname sous le nom de New River triangle.
Les principales localités de la région sont New Amsterdam, Corriverton, Mara et Rose Hall.

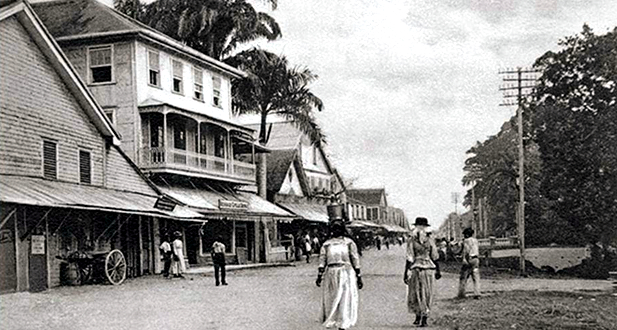
Strand, New Amsterdam (avant 1900)